# Nono Nénesse
Pour plus de détails, voir Fiche technique et Distribution.
Nono Nénesse est un film français sorti en 1976.

## Fiche technique
- Titre :
- Réalisation et scénario : Jacques Rozier 
 Pascal Thomas
- Costumes :
- Image :
- Montage :
- Musique :
- Production : Antinea
- Distribution :
- Pays d'origine : France
- Langue : français
- Format : couleur - Mono
- Genre : comédie
- Durée : 36 minutes
- Date de sortie : 11 février 1976

## Distribution
- Bernard Ménez
- Jacques Villeret
- Maurice Risch
- Jeanne Maud
- Arlette Emmery
- Caroline Cartier